# Eustache Deschamps
Eustache Deschamps, conosciuto anche come Eustache Morel (Vertus, 1340 circa – 1406 circa), è stato un poeta e scrittore francese, che fu autore della prima "Arte poetica" in francese, e che contribuì a fissare il genere della ballata.

## Biografia
Eustache Deschamps, nobile seppur di origini modeste, riceve una formazione intellettuale significativa, studiando diritto all'università di Orléans grazie alle lezioni di Guillaume de Machaut, canonico della cattedrale di Reims. Vivendo in questo tipo di scuole capitolari, il piccolo Eustache riceve una formazione intellettualle clericale ben superiore a quella dei nobili del suo tempo. In seguito si sposerà, tra il 1366 e il 1373, e sarà padre di cinque figli.
Inizia la sua carriera al servizio di signori di nobili casate, prima di entrare al servizio del re. Nel 1375 è balivo di Valois, vale a dire mandatario del duca Filippo d'Orléans, fratello del re Giovanni il Buono. In questa temperie politica frequenta gli ufficiali e consiglieri reali al seguito di Carlo V. La sua situazione materiale è mediocre fino al 1389 allorché viene assunto come balivo di de Senlis.
Occupa importanti funzioni alla corte di Francia, come messaggero reale, ufficiale d'armi di Carlo V, scudiero del Delfino, balivo di Senlis, "maestro" delle acque e delle foreste a Villers-Cotterêts e generale delle finanze. Viaggia molto (Germania, Ungheria, Italia, Egitto, Siria) e conosce tutti i grandi uomini della sua epoca, in particolare Carlo V, Carlo VI, Du Guesclin, il duca Lugi d'Orléans. Per questo, nella sua opera immensa (80000 versi), le poesie storiche sono le più interessanti. Saranno i suoi amici marmousets a recuperare i manoscritti dell'autore, a copiarli e trasmetterli alla posterità.

## Opera
Il Dictionnaire Bouillet lo considera nel XIX secolo come il creatore della ballade (ballata) e della chanson à boire ("canzone da bere").
Ha scritto un gran numero di ballate, di rondeaux, di virelais, di favole, di farse e trattati didattici, con soggetti diversi: il buon governo, la società della corte, le forche, Parigi, la Nazione, la realizzazione delle profezie, il disordine dell'epoca, i valori e la fede.
La più celebre è la ballata Sur le trépas de Bertrand Du Guesclin ("Sul trapasso di Bertrand Du Guesclin"). Ha composto inoltre un gran numero di poesie satiriche e morali, dove attacca la Chiesa, lo Stato, i finanzieri e soprattutto le donne. Infine, lascia una forma d'"Arte poetica" (novembre 1392), sotto il titolo L'art de dicter et de fere chançons, ballades, virelais et rondeaux ("L'arte di dettare e fare canzoni, ballate, virelais et rondeaux").
La sua opera più estesa (13.000 versi) è una satira misogina, intitolata Miroir du mariage ("Specchio del matrimonio"), che influenzerà Geoffrey Chaucer, il quale sembra essere stato uno dei pochi inglesi ad essere apprezzato da Deschamps, che gli dedica una ballata, elogiandolo come grande filosofo, traduttore, studioso di etica e poeta.).
Ha scritto inoltre un gran numero di favole; Jean de La Fontaine ne ha imitata qualcuna, in particolare la cigale et la Fourmi ("la cicala e la formica") e il Conseil tenu par les Rats ("Consiglio tenuto dai topi").
Ballade sur le trépas de Bertrand Du Guesclin
Estoc d'honneur et arbre de vaillance,
Cœur de lion épris de hardiment,
La fleur des preux et la gloire de France,
Victorieux et hardi combattant,
Sage en vos faits et bien entreprenant,
Souverain homme de guerre,
Vainqueur de gens et conquéreur de terre,
Le plus vaillant qui onques fut en vie,
Chacun pour vous doit noir vêtir et querre :
Pleurez, pleurez, fleur de chevalerie.
O Bretagne, pleure ton espérance,
Normandie, fais son enterrement,
Guyenne aussi, et Auvergne or t'avance,
Et Languedoc, quiers lui son monument.
Picardie, Champagne et Occident
Doivent pour pleurer acquerre
Tragédiens, Aréthusa requerre
Qui en eau fut par pleur convertie,
Afin qu'à tous de sa mort le cœur serre :
Pleurez, pleurez, fleur de chevalerie.
Hé! gens d'armes, ayez en remembrance
Votre père - vous étiez ses enfants -
Le bon Bertrand, qui tant eut de puissance,
Qui vous aimait si amoureusement;
Guesclin est mort : priez dévotement
Qu'il puisse paradis conquerre;
Qui deuil n'en fait et qui ne prie, il erre,
Car du monde est la lumière faillie :
De tout honneur était la droite serre :
Pleurez, pleurez, fleur de chevalerie.